# Нагарахана
Нагарахана  (азерб. Nağaraxana, до 1999 года — Кировка (азерб. Kirovka), ранее — Марьевка (азерб. Maryevka)) — село в Шемахинском районе Азербайджана.

## История
Основано в 1830—1840-х годах молоканами, как село Марьевка. В советское время село было переименовано в Кировку в честь С. М. Кирова. После распада Советского Союза многие молоканские семьи покинули село и переехали в Россию, а большую часть населения села ныне составляют азербайджанские иммигранты из Армянской ССР.
Постановлением Милли Меджлиса Азербайджанской Республики от 5 октября 1999 года № 708-IQ село Кировка, входящее в состав сельской административно-территориальной единицы Кировка Шемахинского района, было переименовано в село Нагарахана, а сельская административно-территориальная единица Кировка была переименована в сельскую административно-территориальную единицу Нагарахана.

## Население
Население села составляет 727 человек, из них 383 мужчины и 344 женщины.